# Justiniano Macía Vélez
Justiniano Macía (o Macías) Vélez (Andes, 26 de febrero de 1866-Bogotá, 31 de marzo de 1955) fue un político y escritor colombiano, segundo gobernador del efímero Departamento de Jericó.

## Biografía
Nació en la población de Andes, al sur de Antioquia, cuando esta aún era parte se llamaba Estado Soberano de Antioquia, en febrero de 1866. Hijo de José Macía Velásquez y de Gertrudis Vélez Montoya, realizó sus estudios primarios en el Colegio de Santo Tomás en Manizales y sus estudios secundarios en el Seminario de Medellín. Comenzó estudios de Medicina en la Universidad de Antioquia, pero se vio obligado a interrumpirlos para combatir en la guerra civil de 1885.
Tras el fin de la contienda reingresó a la Universidad de Antioquia, pero a estudiar Derecho. Se graduó de abogado en 1888. Inmediatamente después comenzó su carrera en el sector público como Juez de Circuito en Santo Domingo, Jericó y Andes, para posteriormente ser nombrado Magistrado del Tribunal de Antioquia. Entre junio y julio de 1902 fue gobernador encargado de Antioquia, bajo el mandato de Marceliano Vélez, del cual también fue Secretario de Gobierno. En septiembre de 1909 se convirtió en el segundo Gobernador del Departamento de Jericó, sucediendo a Nicanor Restrepo Giraldo, extendiendo su mandato hasta marzo de 1910. También fue Alcalde de Medellín.
En 1888 y 1903 fue diputado a la Asamblea Departamental de Antioquia, en 1908 se convirtió en Secretario General de Caldas, bajo el mandato del gobernador Alejandro Gutiérrez Arango. En 1914 fundó en este departamento el periódico Renacimiento, que existió hasta 1923. Después de esto comenzó una carrera como diplomático, siendo cónsul de Colombia en Génova (Suiza), Amberes (Bélgica) y Ámsterdam (Holanda), regresando a Colombia en 1945.
Casado en Andes en enero de 1891 con Adela González Uribe, hija de Nicanor González González y de Rosalía Uribe Toro, y hermana del también diplomático Nicanor González Uribe.